# Леонтій (мученик)
Леонтій (І століття, Фінікія, сьогоднішній Ліван) — римський військовий, ранньо-християнський святий та мученик. Був воєводою у Фінікії. За сповідання християнства був повішений на 4 палях і до смерті забичований. 
У І ст. намісник Фінікії Адріан наказав трибунові Іпатієві ув'язнити побожного християнина, воєводу Леонтія. Але дорогою до міста Триполіс Іпатій важко занедужав. За порадою сотника Теодула він помолився до Бога, в якого вірив Леонтій, і одразу видужав. Це чудо справило на обох старшин таке велике враження, що після зустрічі з Леонтієм вони прийняли св. Хрещення. Тоді Адріан наказав Іпатія і Теодула вбити мечами, а Леонтія повісити на чотирьох палях і бичувати аж до смерті. 

## Джерело
- Рубрика Покуття. Календар і життя святих. (дозвіл отримано 9.01.2008)